# Dražljiva snov
Dražljive snovi so snovi, ki razdražijo človeka ali človekovo telo (npr. kihanje, pekoča koža, oči,...). Zanje veljajo enaka navodila in zahteve kot za jedke snovi in druge zdravju škodljive snovi. Kožo dražijo: topila, butanol in derivati, amonijak in organski derivati broma. Prisotnost teh snovi kmalu zaznamo zlasti pa hudo dražijo očesno sluznico.

## Varovalni in varnostni ukrepi
Snovi, ki dražijo kožo zahtevajo: zaščitna obuvala, varovalne rokavice in sredstva za nego kože. Snovi, ki dražijo oči, zahtevajo prav tako odsesovanje zaprtih postrojev in varovanje dihal. Poti za beg morajo biti skrbno in vidno označene ter speljane naravnost.

## Obnašanje v primeru nesreče glede na vrsto draženje
- ponesrečenega odvesti na sveži zrak
- temeljito pranje kože z vodo
- umiriti kašelj s pomirili
- izprati oči s čisto vodo
- poškodovanca napotiti takoj k zdravniku